# Ветроенергиен парк „Свети Никола“
Ветроенергиен парк „Свети Никола“ е вятърна електроцентрала в община Каварна, наименувана на близкото село Свети Никола.
Разполага се на територия между Каварна и (по часовниковата стрелка) селата Хаджи Димитър, Поручик Чунчево, Горун, Камен бряг, Свети Никола, Българево.
Поставени са 52 генератора с обща мощност 156 MW. Централата е собственост на компанията „Ей И Ес Гео Енерджи“. Ветрогенераторите са по 3 MW и са произведени и монтирани от фирма Vestas. Височината на 1 генератор е 104 метра. Строителството на централата завършва през октомври 2009 г., когато се предвижда тя да бъде присъединена към електропреносната мрежа през декември същата година.